# Monastère de Ghum
Le monastère de Ghum ou de son nom populaire Sampten Choling ou Yiga Choeling est localisé à Ghum à une altitude de 2 225 mètres et à 8 km au sud de Darjeeling dans l'État du Bengale occidental, en Inde,,.
Le monastère suit l'école Gelugpa  du bouddhisme tibétain. Il y a une statue haute de 4,6 mètres du « Bouddha du futur » (le Bouddha Maitreya) dans le monastère. Il contient des images de disciples de Bouddha, Tchenrézi et Chongapa.
C'est le plus grand des 3 monastères de Ghum. On y trouve de nombreux textes bouddhiques, dont le Kangyur, le canon bouddhiste tibétain en 108 volumes,.

## Histoire
Il a été fondé en 1875 par Lama Sherab Gyatso, qui en est resté l'abbé jusqu'à 1905. Kyabje Domo Geshe Rinpoche Ngawang Kalsang, généralement appelé Lama Domo Geshe Rinpoche (en) en devint l'abbé en 1911 ; c'est lui qui fit mettre en place la statue du Bouddha Maitreya ; il reste abbé jusqu'en 1952.
Durant l'occupation chinoise du Tibet en 1959, nombre d'abbés de haut rang fuirent le Tibet pour l'Inde, et se réfugièrent dans le monastère. En 1961, Dhardo Rinpoché devint abbé du monastère. Il mourut en 1990, et trois ans plus tard, un garçon nommé Tenzin Legshad Wangdi fut reconnu comme étant sa réincarnation.
Ces dernières décennies le monastère a plusieurs fois été en crise, financièrement ou du fait du petit nombre de moines. Les subventions gouvernementaires auxquelles le monastère a droit n'ont pas été versées, ert le monastère vit de dons et des contributions des disciples locaux.

## Galerie

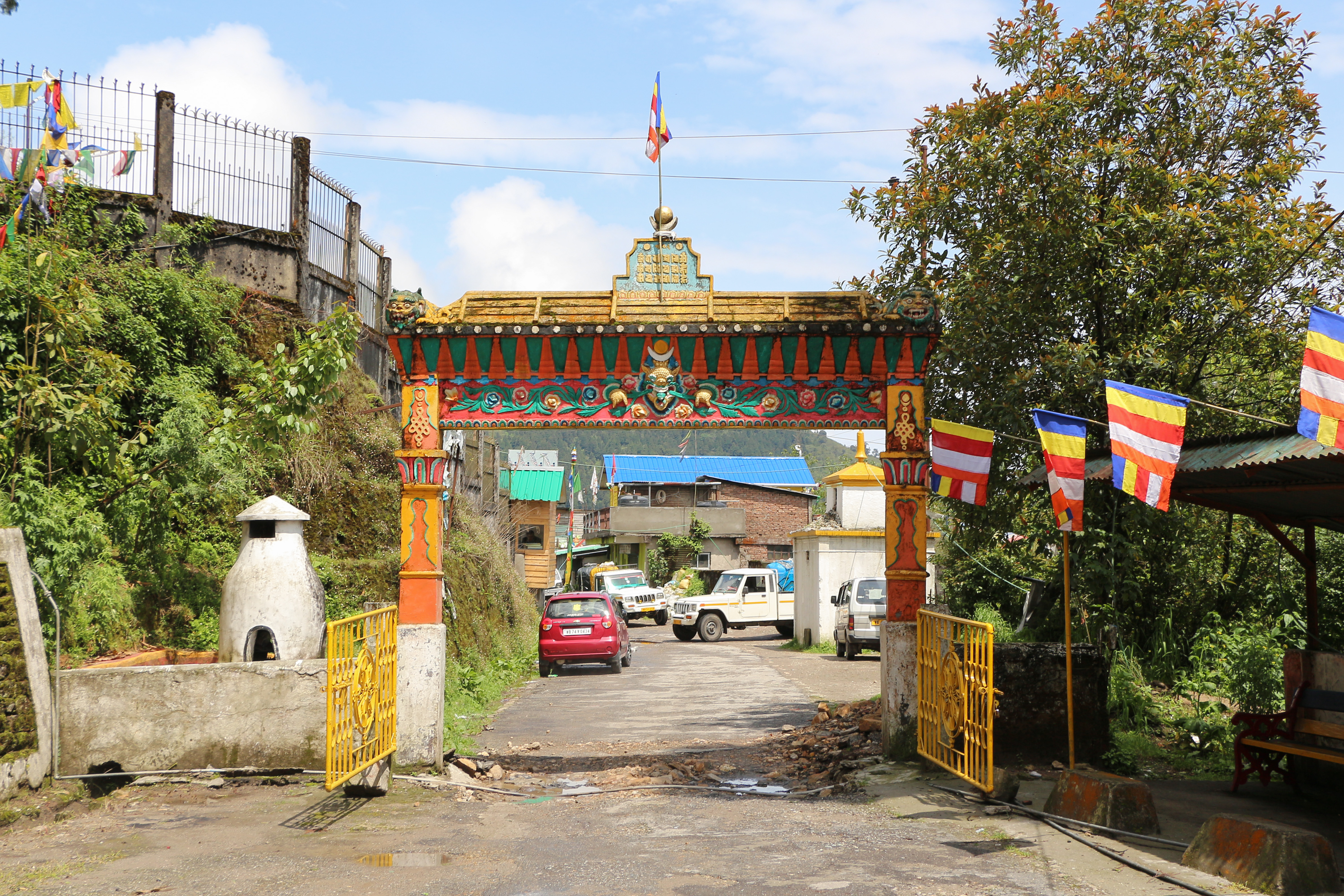
Entrée du monastère Yiga Choeling.
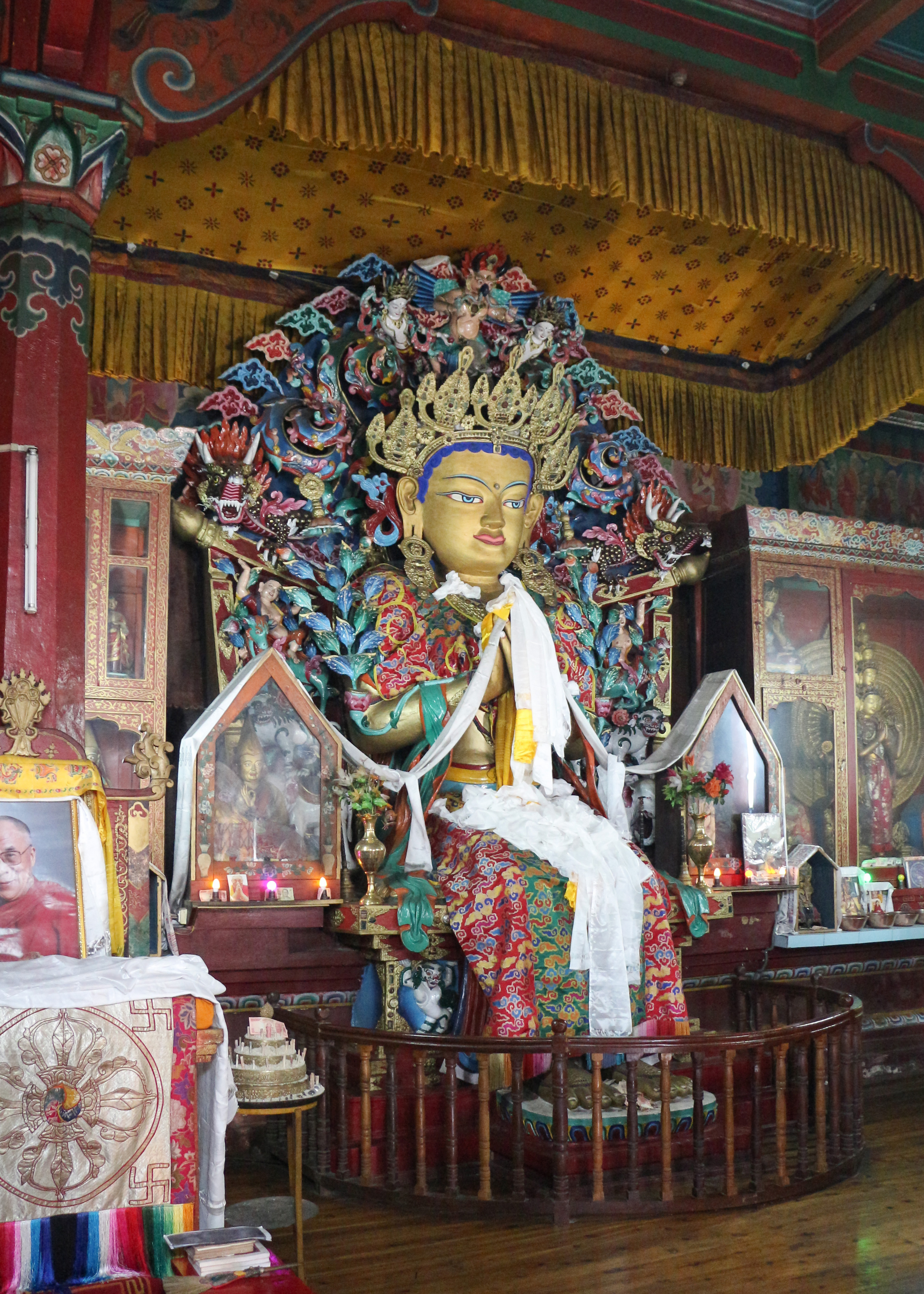
Buuddha Maitreya au monastère Yiga Choeling.
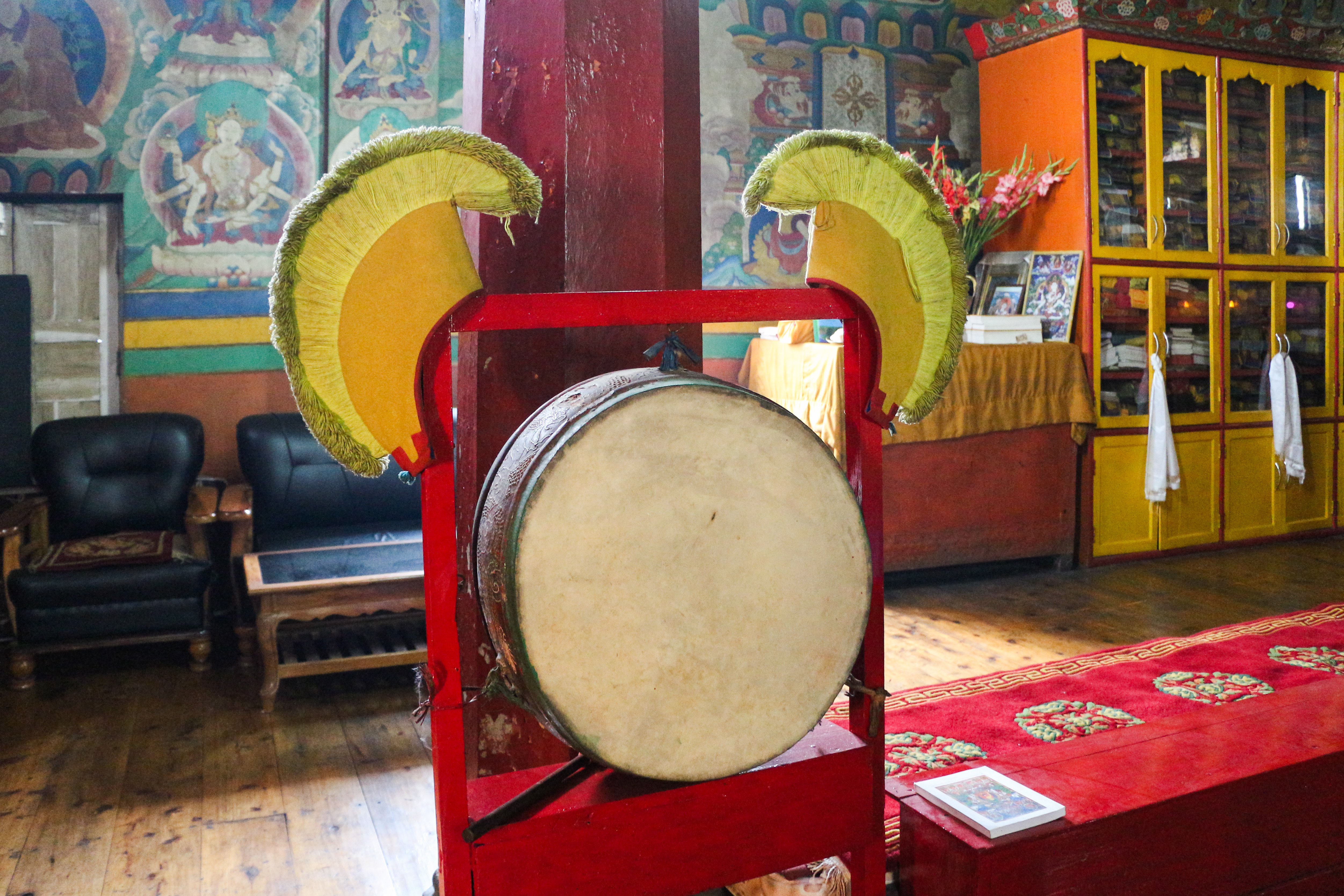
Tambour et bonnets jaunes au monastère Yiga Choeling.
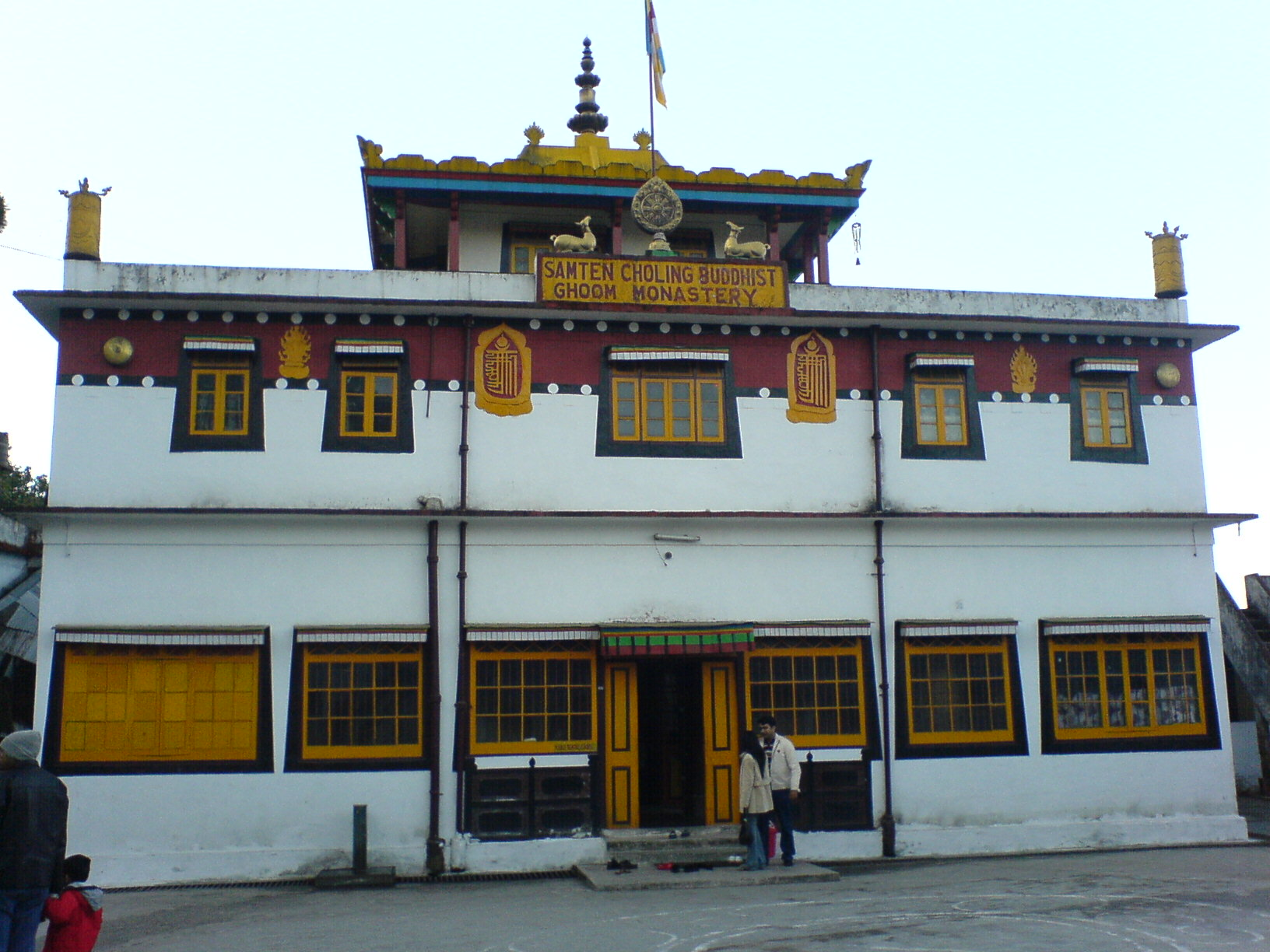
Monastère Samten Choeling.
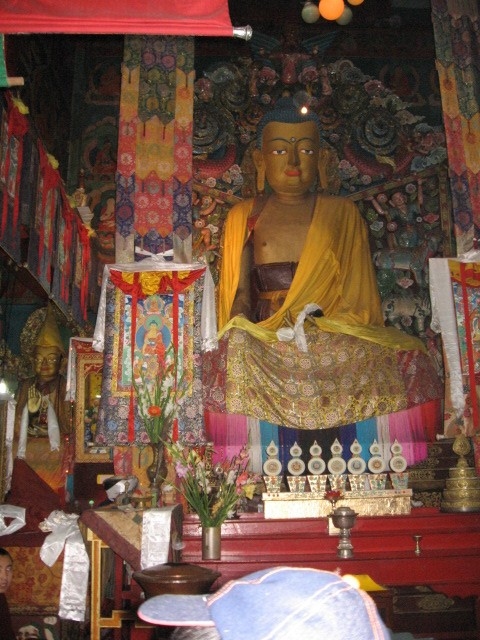
Bouddha Maitreya au monastère Samten Choeling.